# August (Sachsen-Merseburg-Zörbig)
August von Sachsen-Merseburg (* 15. Februar 1655 in Merseburg; † 27. März 1715 in Zörbig) war Angehöriger einer Seitenlinie der albertinischen Wettiner und Herzog von Sachsen-Merseburg-Zörbig.

## Familie
August war der dritte Sohn des Herzogs Christian I. von Sachsen-Merseburg und dessen Gemahlin Christiana, einer Tochter des Herzogs Philipp von Schleswig-Holstein-Sonderburg-Glücksburg.

## Leben

### Regierung in Zörbig
Um auch seine drei nachgeborenen Söhne standesgemäß versorgen zu können, wies ihnen Herzog Christian I. noch zu seinen Lebzeiten jeweils eigene kleine Herrschaftsbereiche als Apanagen zu, die jedoch weiter in Abhängigkeit von der Merseburger Hauptlinie blieben und deren Hoheitsrechte stark beschränkt waren. August erhielt im Zuge dieser Verteilung 1691 das Amt, die Stadt und das Schloss Zörbig samt nächstem Zubehör als eigene Residenz und begründete dadurch die Linie Sachsen-Merseburg-Zörbig.

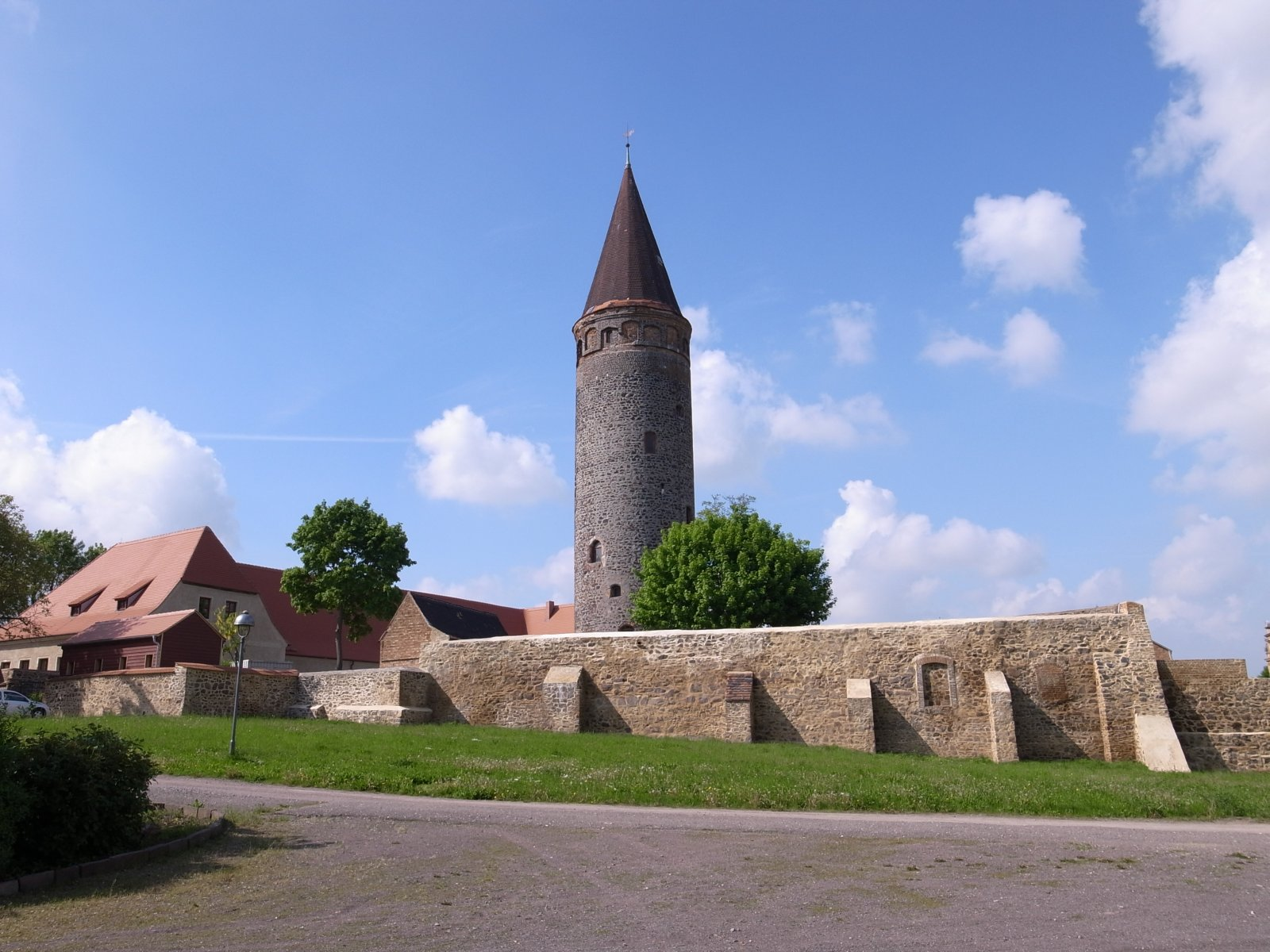
Zörbiger Schloss und Schlossturm (2010)

August verlagerte sodann seine Hofhaltung aus Alt-Stargard, das er von seinem Schwiegervater als Mitgift erhalten hatte, nach Zörbig. Seine Herrschaft dort führte zu einer außerordentlichen Blüte. So wurden die Wiederaufbaumaßnahmen seines Vaters an der durch den Dreißigjährigen Krieg geschädigten Region fortgesetzt.
Ab 1694 ließ er die alte Burganlage als Schloss Zörbig zur neuen Residenz umbauen, wobei er die Fertigstellung jedoch nicht mehr erlebte. Es wurde nach seinem Tode seiner Gemahlin Hedwig und seiner Tochter Caroline als Witwensitz zugewiesen.
Zudem schenkte er der evangelischen Stadtkirche St. Mauritius einen neuen hölzernen Altaraufsatz, Taufstein und Kanzel.

### Tod und Bestattung
Herzog August starb am 27. März 1715 60-jährig. Er wurde unter großem Zeremoniell nach Merseburg überführt und in einem Zinnprunksarg in der Fürstengruft des Merseburger Doms beigesetzt. Da er keine überlebenden männlichen Nachkommen hinterließ, fiel seine Apanage zurück an die Hauptlinie unter seinem Neffen, dem Herzog Moritz Wilhelm von Sachsen-Merseburg, der sie jedoch Augusts Witwe überließ.

## Ehe und Nachkommen
Seine einzige Ehe schloss er am 1. Dezember 1686 in Güstrow mit Hedwig Eleonore von Mecklenburg-Güstrow (* 12. Januar 1666; † 9. August 1735), der Tochter Gustav Adolfs, Herzog zu Mecklenburg-Güstrow aus dessen Ehe mit Magdalena Sibylla von Schleswig-Holstein-Gottorf.
Mit seiner Gemahlin hatte er folgende Kinder:
- Christiane Magdalene (* 11. März 1687 in Zörbig; † 21. März 1689 in Merseburg), Prinzessin von Sachsen-Merseburg
- totgeborene Tochter (*/† 30. Dezember 1689 in Alt-Stargard), Prinzessin von Sachsen-Merseburg
- Caroline Auguste (* 10. März 1691 in Zörbig; † 23. September 1743 in Zörbig), Prinzessin von Sachsen-Merseburg-Zörbig
- Hedwig Eleonore (* 26. Februar 1693 in Zörbig; † 31. August 1693 in Zörbig), Prinzessin von Sachsen-Merseburg-Zörbig
- Gustav Friedrich (* 28. Oktober 1694 in Zörbig; † 24. Mai 1695 in Zörbig), Erbprinz von Sachsen-Merseburg-Zörbig
- August (* 26. Februar 1696 in Zörbig; † 26. März 1696 in Zörbig), Erbprinz von Sachsen-Merseburg-Zörbig
- totgeborene männliche Zwillinge (*/† 1707), Prinzen von Sachsen-Merseburg-Zörbig